# Qualifications du tournoi féminin de rugby à sept aux Jeux olympiques d'été de 2016
Douze équipes de rugby à sept féminines se qualifient pour les Jeux olympiques d'été de 2016 se déroulant à Rio de Janeiro.

## Règlement
Le pays hôte, le Brésil, est automatiquement qualifié pour la compétition. Les quatre premières places du World Rugby Women's Sevens Series 2014-2015 sont qualificatives. Chacune des six composantes continentales membres de World Rugby organise une compétition pour déterminer une nation qualifiée. La dernière place est attribuée à l'issue d'un tournoi de qualification se déroulant en juin 2016.
| Compétition                         | Date              | Lieu         | Places | Qualifiés        |
| ----------------------------------- | ----------------- | ------------ | ------ | ---------------- |
| Pays organisateur                   | 2 octobre 2009    |              | 1      | Brésil           |
| Women's Sevens Series 2014-15       | 23 mai 2015       | Multiple     | 4      | Australie        |
| Women's Sevens Series 2014-15       | 23 mai 2015       | Multiple     | 4      | Canada           |
| Women's Sevens Series 2014-15       | 23 mai 2015       | Multiple     | 4      | Grande-Bretagne  |
| Women's Sevens Series 2014-15       | 23 mai 2015       | Multiple     | 4      | Nouvelle-Zélande |
| Championnat d'Amérique du Sud 2015  | 7 juin 2015       | Santa Fe     | 1      | Colombie         |
| Championnat d'Amérique du Nord 2015 | 14 juin 2015      | Cary         | 1      | États-Unis       |
| Championnat d'Europe 2015           | 19 juillet 2015   | Multiple     | 1      | France           |
| Championnat d'Afrique 2015          | 27 septembre 2015 | Johannesburg | 1      | Kenya            |
| Championnat d'Océanie 2015          | 15 novembre 2015  | Auckland     | 1      | Fidji            |
| Championnat d'Asie 2015             | 29 novembre 2015  | Multiple     | 1      | Japon            |
| Tournoi olympique qualificatif 2016 | 25 juin 2016      | Dublin       | 1      | Espagne          |
| Total                               |                   |              | 12     |                  |

## Détails

### World Rugby Women's Sevens Series
Les quatre premières équipes du World Rugby Seven's Series se qualifient. C'est le cas du Canada, de l'Australie, de la Nouvelle-Zélande et de l'Angleterre (qui représentera la Grande-Bretagne avec l'Écosse et le pays de Galles).
| No | Équipe           | Points |
| -- | ---------------- | ------ |
| 1  | Nouvelle-Zélande | 108    |
| 2  | Canada           | 96     |
| 3  | Australie        | 94     |
| 4  | Angleterre       | 76     |
| 5  | États-Unis       | 76     |
| 6  | France           | 72     |
| 7  | Russie           | 60     |
| 8  | Fidji            | 32     |
| 9  | Espagne          | 26     |
| 10 | Brésil           | 20     |
| 11 | Chine            | 13     |
| 12 | Afrique du Sud   | 9      |

### Europe
La France se qualifie en remportant les Seven's Grand Prix Series féminins.
| Rang               | Équipe     | Kazan | Brive | Points |
| ------------------ | ---------- | ----- | ----- | ------ |
| Médaille d'or      | France     | 18    | 20    | 38     |
| Médaille d'argent  | Russie     | 20    | 16    | 36     |
| Médaille de bronze | Espagne    | 14    | 18    | 32     |
| 4                  | Angleterre | 16    | 14    | 30     |
| 5                  | Irlande    | 12    | 12    | 24     |
| 6                  | Pays-Bas   | 10    | 10    | 20     |
| 7                  | Galles     | 6     | 8     | 14     |
| 8                  | Italie     | 8     | 1     | 9      |
| 9                  | Ukraine    | 2     | 6     | 8      |
| 10                 | Portugal   | 3     | 4     | 7      |
| 11                 | Écosse     | 4     | 2     | 6      |
| 12                 | Allemagne  | 1     | 3     | 4      |

### Asie
Le Japon se qualifie pour les Jeux olympiques.

### Afrique
Le Kenya se qualifie pour les Jeux olympiques.

### Océanie
Les Fidji se qualifient pour les Jeux olympiques.

### Amérique du Nord
Les États-Unis se qualifient pour les Jeux olympiques.

### Amérique du Sud
La Colombie se qualifie pour les Jeux olympiques.

### Tournoi de repêchage
L'Espagne remporte le tournoi de repêchage et se qualifie pour les Jeux olympiques.
| Classement | Vainqueur  | Score | Finaliste | Demi-finaliste    |
| ---------- | ---------- | ----- | --------- | ----------------- |
| Cup        | Espagne    | 22-19 | Russie    | Irlande (3e)      |
| Cup        | Espagne    | 22-19 | Russie    | Kazakhstan        |
| Plate      | Chine      | 24-17 | Argentine | Tunisie           |
| Plate      | Chine      | 24-17 | Argentine | Samoa             |
| Bowl       | Iles Cook  | 31-5  | Hong Kong | Portugal          |
| Bowl       | Iles Cook  | 31-5  | Hong Kong | Venezuela         |
| Shield     | Madagascar | 31-24 | Zimbabwe  | Mexique           |
| Shield     | Madagascar | 31-24 | Zimbabwe  | Trinité-et-Tobago |